# Chronicles of a Diamond
Chronicles of a Diamond è il secondo album in studio del gruppo musicale statunitense Black Pumas, pubblicato per l'etichetta ATO Records il 27 ottobre 2023.

## Tracce
1. More Than a Love Song – 4:47
2. Ice Cream (Pay Phone) – 3:52
3. Mrs. Postman – 4:08
4. Chronicles of a Diamond – 3:29
5. Angel – 5:05
6. Hello – 3:57
7. Sauvignon – 3:19
8. Tomorrow – 4:51
9. Gemini Sun – 4:23
10. Rock and Roll – 4:52